# Gattaran, Cagayan
Gattaran là đô thị hạng 2 ở tỉnh Cagayan, Philippines. Theo điều tra dân số năm 2000, đô thị này có dân số 47.804 người trong 9.376 hộ.

## Các khu phố (barangay)
Gattaran được chia thành 50 khu phố (barangay).
| - Abra - Aguiguican - Bangatan Ngagan - Baracaoit - Baraoidan - Barbarit - Basao - Bolos Point - Cabayu - Calaoagan Bassit - Calaoagan Dackel - Capiddigan - Capissayan Norte - Capissayan Sur - Casicallan Sur - Casicallan Norte - Centro Norte (Pob.) - Centro Sur (Pob.) | - Cullit - Cumao - Cunig - Dummun - Fugu - Ganzano - Guising - Langgan - Lapogan - L. Adviento - Mabuno - Nabaccayan - Naddungan - Nagatutuan - Nassiping - Newagac - Palagao Norte | - Palagao Sur - Piña Este - Piña Weste - San Vicente - Santa Maria - Sidem - Santa Ana - Tagumay - Takiki - Taligan - Tanglagan - T. Elizaga (Mabirbira) - Tubungan Este - Tubungan Weste - San Carlos |